# Stromatinia
Stromatinia è un genere di funghi Ascomiceti.

## Specie
- Stromatinia cepivora
- Stromatinia gladioli
- Stromatinia narcissi
- Stromatinia rapulum
- Stromatinia smilacinae